# ニコライ・エゴロフ
ニコライ・ドミトリーエヴィッチ・エゴロフ（ロシア語: Никола́й Дми́триевич Его́ров、ラテン文字転写の例：Nikolai Dmitrievich Yegorov、1951年5月3日 - 1997年4月25日）は、ロシアの政治家。
1992年から1994年および、1996年から1997年の二度に渡りクラスノダール地方知事を務めた。1994年から1995年までロシア連邦チェチェン大統領代表を経て、1995年から1996年ロシア大統領府長官。1996年から1997年までロシア連邦民族問題担当相を歴任した。